# Kanadas landslag i drakbåt
Kanadas landslag i drakbåt representerar Kanada i landslagstävlingar i drakbåt.

## Seniorlandslaget

### ICF-VM
I tabellen visas de medaljer som Kanada tagit i VM som arrangeras av International Canoe Federation (ICF).
| År     | Värdort     | Guld | Silver | Brons | Totalt |
| ------ | ----------- | ---- | ------ | ----- | ------ |
| 2006   | Kaohsiung   | ?    | ?      | ?     | ?      |
| 2008   | Poznań      | ?    | ?      | ?     | ?      |
| 2010   | Szeged      | ?    | ?      | ?     | ?      |
| 2012   | Milano      | 1    | 0      | 1     | 2      |
| 2014   | Poznań      | 0    | 2      | 1     | 3      |
| 2016   | Moskva      | 0    | 0      | 1     | 1      |
| 2018   | Gainesville | ?    | ?      | ?     | ?      |
| 2022   | Račice      | ?    | ?      | ?     | ?      |
| Totalt | Totalt      | 1    | 2      | 3     | 6      |

### IDBF-VM
I tabellen visas de medaljer som Kanada tagit i VM som arrangeras av International Dragon Boat Federation (IDBF).
| År     | Värdort      | Guld | Silver | Brons | Totalt |
| ------ | ------------ | ---- | ------ | ----- | ------ |
| 1995   | Yueyang      | ?    | ?      | ?     | ?      |
| 1997   | Hongkong     | ?    | ?      | ?     | ?      |
| 1999   | Nottingham   | ?    | ?      | ?     | ?      |
| 2001   | Philadelphia | ?    | ?      | ?     | ?      |
| 2003   | Poznań       | ?    | ?      | ?     | ?      |
| 2004   | Shanghai     | ?    | ?      | ?     | ?      |
| 2005   | Berlin       | ?    | ?      | ?     | ?      |
| 2007   | Sydney       | ?    | ?      | ?     | ?      |
| 2009   | Račice       | 3    | 1      | 1     | 5      |
| 2011   | Tampa Bay    | 4    | 3      | 0     | 7      |
| 2013   | Szeged       | 5    | 3      | 3     | 11     |
| 2015   | Welland      | 5    | 4      | 2     | 11     |
| 2017   | Kunming      | 2    | 3      | 4     | 9      |
| 2019   | Pattaya      | ?    | ?      | ?     | ?      |
| 2023   | Pattaya      | ?    | ?      | ?     | ?      |
| Totalt | Totalt       | 19   | 14     | 10    | 43     |

## U24-landslaget

### IDBF-VM
I tabellen visas de medaljer som Kanada tagit i VM som arrangeras av International Dragon Boat Federation (IDBF).
| År     | Värdort           | Guld | Silver | Brons | Totalt |
| ------ | ----------------- | ---- | ------ | ----- | ------ |
| 2009   | Račice            | 2    | 5      | 1     | 8      |
| 2011   | Tampa Bay         | 4    | 0      | 0     | 4      |
| 2013   | Szeged            | 8    | 1      | 1     | 10     |
| 2015   | Welland           | 4    | 0      | 0     | 4      |
| 2017   | Divonne-les-Bains | 0    | 9      | 5     | 14     |
| 2019   | Pattaya           | ?    | ?      | ?     | ?      |
| 2023   | Pattaya           | ?    | ?      | ?     | ?      |
| Totalt | Totalt            | 18   | 15     | 7     | 40     |